# Крістофер Тело
Крістофер Нілссон Тело (швед. Christopher Nilsson Telo, нар. 4 листопада 1989, Лондон, Велика Британія) — шведський футболіст, фланговий захисник клубу «Норрчепінг».

## Ігрова кар'єра
Крістофер Тело народився у Лондоні в інтернаціональній родині. Його батько був португальцем, а мати шведкою. Згодом Крістофер переїхав на батьківщину матері - у Швецію. Там він і почав займатися футболом у школі клубу «Норрчепінг». У 2007 році він дебютував у першій команді у матчах Супереттан. За результатами того сезону «Норрчепінг» виграв турнір і вже наступного року Крістофер зіграв свій перший матч у Аллсвенскан.
Влітку 2017 року Тело перейшов до складу норвезького «Мольде», уклавши угоду з клубом до 2020 року. Але майже за три роки футболіст провів у норвезькому чемпіонаті лише 5 матчів і вже влітку 2019 року він повернувся до рідного «Норрчепінга».
У 2006 році Крістофер Тело зіграв три матчі у складі юнацької збірної Швеції (U-19).

## Досягнення
Норрчепінг
 Чемпіон Швеції: 2015
- Переможець Суперкубка Швеції: 2015